# マイ・ラヴ (ポール・マッカートニー&ウイングスの曲)
「マイ・ラヴ」（My Love）は、ポール・マッカートニー&ウイングスの楽曲である。1973年にアルバム『レッド・ローズ・スピードウェイ』からの先行シングルとして発売された。本作は、ポール・マッカートニーが妻でバンドメイトでもあるリンダに向けたラヴソングとして書いた楽曲で、ウイングスのシングル盤で初めて「ポール・マッカートニー&ウイングス」とクレジットされた作品となった。シングルは、全英シングルチャートで最高位9位、アメリカのBillboard Hot 100で4週連続で1位を獲得した。
1973年1月にEMIレコーディング・スタジオでレコーディングされた本作は、ピアノを主体としたバラードで、リチャード・ヒューソンがアレンジを手がけたオーケストラがメイントラックと共にライブ録音されている。
本作のライブ音源が、1976年に発売された『ウイングス・オーヴァー・アメリカ』に収録されており、1998年にリンダが死去してからも、マッカートニーはリンダへのトリビュートとしてライブで演奏している。楽曲が発表されて以降、トニー・ベネット、ナンシー・ウィルソン、ブレンダ・リー、アンディ・ウィリアムス、ハリー・コニック・ジュニアらによってカバーされている。

## 背景
「マイ・ラヴ」は、ポール・マッカートニーが妻リンダへのラヴソングとしてピアノを使用して書いた楽曲。マッカートニーはリンダとの交際が始まってまもなくして書いたと語る一方で、マッカートニーの伝記作家であるルカ・ペラシは作曲が行なわれたのは1969年もしくは1970年としている。本作は、マッカートニーがビートルズ時代に書いた「ザ・ロング・アンド・ワインディング・ロード」と同じく、ピアノを主体としたバラードとなっている。
1971年夏にリンダとウイングスを結成したマッカートニーは、1972年に行なった2つのライブツアーのセットリストに本作を加えた。2月9日にノッティンガム大学で行なわれたデビュー公演では、マッカートニーのリード・ボーカルに応じて、リンダが台詞を言うという形式で演奏された。ペラシは、当時の演奏は後に公式に発表されたアレンジと「ほとんど同じ」であると述べている。
曲のキーはFメジャー。AABAAの後にアウトロという曲構成で、Aセクションはヴァース‐コーラス、Bセクションはブリッジという構成になっている。音楽学者のヴィンセント・ベニテスは、「ヴァースは『And when I go away』や『And when the cupboard's bare』といった歌詞によって、『不安定感』を確立していて、それぞれ距離や物質的な空虚さを暗示している。この雰囲気は、B♭maj7やD9をはじめとしたホームキーから外れたコードが含まれていることも関係している」と述べている。曲の最後の「Only my love does it good to me」というフレーズで、マッカートニーは「Only my love does it good to」と歌った後、一度止まって「me」の部分を長めに歌っている。

## レコーディング
マッカートニーは、ビートルズ時代に一緒に作業を行なったことがあるリチャード・ヒューソンを招き、「マイ・ラヴ」のオーケストラ・アレンジを依頼した。本作は、ウイングスの2作目のアルバム『レッド・ローズ・スピードウェイ』のためのセッションの後半にあたる1973年1月に、EMIレコーディング・スタジオで50人編成のオーケストラと共にライブ・レコーディングされた。本作でマッカートニーはフェンダー・ローズのエレクトリックピアノを演奏しており、デニー・レインがマッカートニーの代わりにベースを演奏している。
ベーシック・トラックとオーケストラの同時録音は、セッション・ミュージシャンが時給制であったことから、当時の音楽業界の慣習に反するものであった。ヒューソンは「僕が知っている限りの最高のジャズ・ミュージシャンを集めた。彼らはこの独特の暖かみのある音色を持っている」と振り返っていて、ライブ・レコーディングを行なった理由については「マッカートニーが『特定の雰囲気』を捉えたかったから」と語っている。音楽ジャーナリストのトム・ブライアンは、「形式的な構成を欠いているように見えるが、古いトーチソングのようにゆったりとした自信に満ちた曲で、オーケストラが膨らんだり縮んだりしながら、煌めいている」と述べている。ヒューソンによれば、3時間で約20テイク演奏することになり、ミュージシャンは疲れ果てて、マッカートニーに対してこれ以上の演奏の改善は望めないと訴えていたとのこと。
本作のギターソロは、北アイルランド出身のギタリストであるヘンリー・マックロウが演奏しており、マックロウはマッカートニーが決めたレコーディング方法から離れて、自分の演奏を表現する機会を得た。マックロウは、後に「ポールから指示されたフレーズを演奏するサイドマンではなく、切実にバンドのギタリストになりたいと思うようになった」と語っている。マッカートニーは2010年のインタビューで、「僕がソロを書いていて、そのテイクの直前でマックロウが僕のところに来て『ねえ、ちょっと別のフレーズを弾いてみてもいいかな？』と尋ねてきたんだ。僕は『うん、そうだね』と答えたけど、『信じていいのかな？』という気持ちになった。そして、彼は『マイ・ラヴ』のソロを弾いてくれた。それを見て『すごいな』と思ったよ。こんなふうに誰かの技術や感覚が、僕の望みを上回る瞬間が何度もあったんだ」と振り返っている。

## リリース
「マイ・ラヴ」は、1973年3月23日にアップル・レコードからシングル盤として発売され、4月9日にアメリカでも発売された。B面には1972年8月21日のオランダ・コンセルトヘボウ公演での「ザ・メス」のライブ音源が収録された。本作は、ウイングスの作品で初めて「ポール・マッカートニー&ウイングス」とクレジットされた作品となった。このクレジットの変更は「ウイングスが1971年に発売した1作目のアルバム『ワイルド・ライフ』の売上が芳しくなかったのは、マッカートニーの関与があまり認知されていないからだ」と判断されたため。1973年4月30日に同じくポール・マッカートニー&ウイングス名義で、アルバム『レッド・ローズ・スピードウェイ』が発売され、「マイ・ラヴ」はアルバムの2曲目に収録された。
本作のシングル盤のリリースは、ウイングスの全盛期の始まりとされている。本作のプロモーション・フィルムが作成され、同フィルムにおいてマッカートニーのボーカルは別テイクが使用された 。また、シングル盤のプロモーションの一環として特別番組『James Paul McCartney』が放送された。同番組についてマッカートニーは、ノーザン・ソングスの出版権を所有するATV社のルー・グレイドが、1971年以降のマッカートニーの作品の多くでリンダを共同作曲者としてクレジットされていることに対する異議申し立てを取り下げる見返りとして出演に同意した。『トップ・オブ・ザ・ポップス』用に演奏の撮影が行なわれ、4月4日と11日に放送された。この演奏の直後、演奏前の飲酒により泥酔していたマックロウが、ステージ上で嘔吐するというハプニングが発生した 。これがマッカートニーとの関係に悪影響を及ぼすこととなった。
1973年のイギリスツアーでも演奏されたが、スタジオ音源と同じように演奏することを主張するマッカートニーによって、ソロを即興で演奏することを否定されたマックロウにとっては不満の種となった。
本作は、アメリカのBillboard Hot 100で4週連続で1位、全英シングルチャートでは最高位9位を獲得した。6月下旬のBillboard Hot 100では、ジョージ・ハリスンの「ギヴ・ミー・ラヴ」に1位を譲ることとなったが、ビートルズの作品が同じチャートの上位2位を独占したのは1964年4月25日付のチャート以来となり、元メンバーのソロ名義での作品が並んだ唯一の例ともなった。本作の人気は『レッド・ローズ・スピードウェイ』のBillboard 200での1位獲得にも繋がり、作家のブルース・スパイザーは「アルバムの売り込んだ曲」と評している。シングル盤は、100万枚以上の売上を記録し、7月9日にアメリカレコード協会からゴールド認定を受けた。
本作はその後、1978年に発売されたウイングスのコンピレーション・アルバム『ウイングス・グレイテスト・ヒッツ』に収録され、マッカートニーのコンピレーション・アルバム『オール・ザ・ベスト』（1987年）、『夢の翼〜ヒッツ&ヒストリー〜』（2001年）、『ピュア・マッカートニー〜オール・タイム・ベスト』（2016年）にも収録された。1976年のウイングスのアメリカツアー以降は、マックロウの後任であるジミー・マカロックがリードギターを演奏しており、同ライブでの演奏が『ウイングス・オーヴァー・アメリカ』に収録された。マッカートニーのソロライブでも演奏されており、『ポール・イズ・ライヴ』（1993年）、『バック・イン・ザ・ワールド』（2002年）、『グッド・イヴニング・ニューヨーク・シティ〜ベスト・ヒッツ・ライヴ』（2009年）にライブ音源が収録された。

## 評価
『キャッシュボックス』誌は、「マイ・ラヴ」について「素晴らしいバラード」「メロディが不足しているが、マッカートニーの思いや歌声が加わったこの曲は、すぐに傑作となるだろう」と評している。『メロディ・メイカー』誌のクリス・ウェルチは、「ポールの壮大なバラードで、いくぶん1950年代のキプロス危機の時代やそのほか顕在化した出来事の中で、軍隊を活気づけた曲の伝統を受け継いでいる。ある意味、その魅力は時代を超えたものであり、彼の絶えることのない名曲の中にも確実に存在している」と評し、マックロウのリードギターについて「見事でガッツのあるギターソロ」と評し、「この曲がチャートを駆け上がれば、たくさんの翼とハンカチが大いに舞うだろう」と予想した。
一方で、ビートルズの伝記作家であるニコラス・シャフナーは、「『レッド・ローズ・スピードウェイ』に「Wo wo wo wo, only my love does it good」という歌詞が含まれたことは、ソングライターとしてのマッカートニーの落ちかけた評価を取り戻させることはなかった」と評している。シャフナーは、マッカートニーの特別番組への出演は、マッカートニーにさらなるダメージを与えたとし、「ポールは『マイ・ラヴ』を口ずさみながら情熱的な顔を作ろうとしていたが、それはレモンを吸ったばかりのような顔だった」と述べている。
音楽評論家のロバート・クリストガウは、ヴィレッジ・ボイス紙で「マッカートニーの新しいラブ・バラードは、『イエスタデイ』が魅力的に移り変わっていったのに対して、どうしようもなく彷徨っている」とし、アルバム『レッド・ローズ・スピードウェイ』について「第一級のロックンローラーが作った最悪のアルバムになる可能性が高い」と評している。クリストガウは、『ウイングス・グレイテスト・ヒッツ』のレビューでも、「『マイ・ラヴ』にペン幅の傷がついてほしい」と述べている 。
『NME』誌のロイ・カーとトニー・タイラーは、本作を「マッカートニーの曲作りの特徴である『夢見ごこちの泣き歌』のひとつ」とし、「マンシーニのようなストリングスと、人がうんざりしたり、癒されたり涙もろくなる要素が、明確に滲み出ている」と評している。
『ザ・ローリング・ストーン・アルバム・ガイド』の2004年版に寄稿したグレッグ・コットは、本作を「最も不快なヒット曲」「過激なオーケストレーション」と評し、元『モジョ』誌のマット・スノウは、本作を「スロー・ダンス・シングル」と評し、1973年の同時期に発売されたビートルズのコンピレーション・アルバム『ザ・ビートルズ1962年〜1966年』と『ザ・ビートルズ1967年〜1970年』の2作と比較したうえで、「商業的には成功したものの、ポールの昔のバンドがいかに優れていたかをみなに思い出させた」と述べている。『ローリング・ストーン』誌のロブ・シェフィードは、2017年に「ビートルズの誰かが関わった中で最悪の曲」と酷評している。また、シェフィードはマッカートニーが1969年にジョージ・ハリスンが書いた「サムシング」を模倣しようとしたが、「サムシング」のヴァースの前にある6音のギターの「フック」の美的意識を無視し、代わりに「Wo-wo-wo」のリフレインを挿入したとし、エンディング部分の「me」を引き延ばして「Meeeeeee-wo-wo-wo-wo-wo-ho, wo-ho, whooooa!」と歌っていることについて「意図しない喜劇的要素の大発見」と評している。
『ステレオガム』のトム・ブレイハンは、「多くのマッカートニーの作品と同様、『マイ・ラヴ』は可愛らしくてふわふわしていて、誠実で意味の無いもの。それはじゅうぶんに素晴らしいものだが、単純な知名度を超えて、なぜこれほどまでの大ヒットを記録したのか理解できない」と評している。
伝記作家のフィリップ・ノーマンは、本作と「恋することのもどかしさ」を「リンダへの頌歌」とする一方で、1973年のマッカートニーの曲作りに関する文献で「彼のいつものウイングスパンを遥かに超えており、『イエスタデイ』や『レット・イット・ビー』を彼の耳に囁いた夢の中の声が戻ってきたのかもしれない」と述べている。作家のヴィンセント・ベニテスは、「優れたアンサンブルの演奏によって強調された実に優れた曲」とし、マックロウの貢献について「崇高なソロ」と評している。ロバート・ロドリゲスは、ビートルズのソロ・アーティストの最初の10年間についてまとめた書籍の中で、マックロウの演奏が「潜在的に涙ぐましいマッカートニーのバレンタイン」を救済したとし、本作を「平凡なアルバムのハイライト」と述べている。

## その他のバージョン

### マッカートニーによるライブでの演奏など
ロドリゲスは、「マイ・ラヴ」が他のアーティストの間ですぐに人気の楽曲となったことから、「マッカートニーの『ビートルズ以降の最初のエバーグリーン』であると同時に、スタンダード・ナンバーである」と述べている。1976年、リンダは『レッド・ローズ・スピードウェイ』について「ひどく自信のないに作られた自信のないレコード」としながら、「『マイ・ラヴ』のような美しい曲が収録されている」と振り返っている。1986年にマッカートニーは、ウイングス時代のお気に入りの曲として本作を挙げ、当時について「ロマンティックな時代だった」と振り返っている。また、マッカートニーは本作のギターソロを自身のキャリアの中で最高のものと考えていた。
1998年のリンダの死後、ロンドンとニューヨークで行なわれたリンダの追悼式で、マッカートニーは本作を演奏曲目に選んだ。6月8日にロンドンのトラファルガー広場にあるセント・マーティン・イン・ザ・フィールズでブロドスキー弦楽四重奏団は演奏曲目の最後に、本作を弦楽に編曲して演奏した。また、6月22日にアッパー・マンハッタンのリバーサイド教会で行なわれたニューヨークの礼拝では、ローマ・マー・カルテットによって演奏された。なお、ローマ・マー・カルテットは、マッカートニーが1999年に発売したクラシック・アルバム『ワーキング・クラシカル』でも本作を演奏した。
マッカートニーは、2002年の「Driving World Tour」のセットリストに、リンダへのトリビュートとして本作を加えた。このツアーは、2番目の妻であるヘザー・ミルズの支援のもとで、1993年以来9年ぶりに復帰したライブツアーであった。マッカートニーは、ビートルズのバンドメイトであったハリスンとジョン・レノンへのトリビュートとして「サムシング」と「ヒア・トゥデイ」も演奏した。

### 他のアーティストによるカバー
1970年代後半までに、「マイ・ラヴ」は多くのアーティストによってカバーされ、元ビートルズのソロ作品ではハリスンの「マイ・スウィート・ロード」に次いで2番目に多くカバーされた楽曲となった。カバーした主なアーティストにトニー・ベネット、ナンシー・ウィルソン、キャス・エリオットがおり、この他にもジョニー・ギル、シェール、ブレンダ・リー、マージー・ジョセフ、サリナ・ジョーンズ、ミーナ、シャインヘッド、アンディ・ウィリアムス、ジュース・ニュートン、ワーレン・ヒル、ドティ・ウエストらによってカバーされた。また、アイヴァン・ブーガルー・ジョー・ジョーンズ、ピーセズ・オブ・ア・ドリーム（1996年に発売したコンピレーション・アルバム『The Best of Pieces of a Dream』に収録）、マイケル・リントン（2004年に発売したアルバム『Stay with Me』に収録）によるジャズ・インストゥルメンタル・バージョンも存在している。
アメリカのシチュエーション・コメディ『フレンズ (1994年のテレビドラマ)』のモニカとチャンドラーの結婚式のシーンで、本作のインストゥルメンタル・バージョンが使用された。コリーヌ・ベイリー・レイはEP『The Love EP』（2011年）に、ハリー・コニック・ジュニアはマッカートニーのトリビュート・アルバム『The Art Of McCartney』に本作のカバーを収録した。

## クレジット
※出典
ポール・マッカートニー&ウイングス
- ポール・マッカートニー - リード・ボーカル、エレクトリックピアノ
- リンダ・マッカートニー - バッキング・ボーカル
- デニー・レイン - ベース、バッキング・ボーカル
- ヘンリー・マックロウ - リードギター
- デニー・セイウェル - ドラム

外部ミュージシャン
- リチャード・ヒューソン - オーケストラアレンジ、指揮者
- 演奏者不明 - ストリングス、ブラス

## チャート成績

### 週間チャート
| チャート (1973年)                      | 最高位 |
| -------------------------------------- | ------ |
| オーストラリア (Go-Set Top 40 Singles) | 4      |
| オーストラリア (Kent Music Report)     | 5      |
| ベルギー (Ultratop 50 Flanders)        | 17     |
| ベルギー (Ultratop 50 Wallonia)        | 16     |
| Canada Adult Contemporary (RPM)        | 1      |
| Canada Top Singles (RPM)               | 2      |
| 日本 (オリコン)                        | 39     |
| オランダ (Single Top 100)              | 12     |
| ニュージーランド (Listener)            | 3      |
| ノルウェー (VG-lista)                  | 7      |
| UK シングルス (OCC)                    | 9      |
| US Billboard Hot 100                   | 1      |
| US Easy Listening (Billboard)          | 1      |
| 西ドイツ (Media Control Singles)       | 43     |

### 年間チャート
| チャート (1973年)                  | 順位 |
| ---------------------------------- | ---- |
| オーストラリア (Kent Music Report) | 24   |
| Canada Top Singles (RPM)           | 30   |
| US Billboard Hot 100               | 5    |

### オールタイム・チャート
| チャート (1958年 - 2018年) | 順位 |
| -------------------------- | ---- |
| US Billboard Hot 100       | 134  |

## 認定
| 国/地域                                                       | 認定 | 認定/売上数 |
| ------------------------------------------------------------- | ---- | ----------- |
| アメリカ合衆国 (RIAA)                                         | Gold | 1,000,000^  |
| ^ 認定のみに基づく出荷枚数 · 認定のみに基づく売上数と再生回数 |      |             |